# Allotropa scutellata
Allotropa scutellata är en stekelart som beskrevs av Muesebeck 1954. Allotropa scutellata ingår i släktet Allotropa och familjen gallmyggesteklar. Inga underarter finns listade i Catalogue of Life.